# 2027-es férfi kézilabda-világbajnokság
A 2027-es férfi kézilabda-világbajnokságot Németország rendezi. A világbajnokságon 32 csapat vesz részt.

## Pályázatok
Az IHF 2020. február 28-án adta a rendezés jogát Németországnak. Emellett Horvátország, Dánia és Norvégia közösen valamint Magyarország pályázott.

## Helyszínek
A mérkőzéseket hat városban rendezik. A selejtezőket Kielben, Magdeburgban, Münchenben és Stuttgartban, a középdöntőket Kölnben és Hannoverben, az éremmérkőzéseket Kölnben tartják meg.
| SAP Garden Férőhely: 11 000 | Porsche-Arena Férőhely: 6200 | Wunderino Arena Férőhely: 10250 |
|                             |                              |                                 |
| Magdeburg                   | Hannover                     | Köln                            |
| GETEC Arena Férőhely: 6500  | ZAG-Arena Férőhely: 10 000   | Lanxess Arena Férőhely: 19 250  |
|                             |                              |                                 |

## Selejtezők
| Esemény                                  | Dátum             | Kvóta          | Nemzet           |
| ---------------------------------------- | ----------------- | -------------- | ---------------- |
| Rendező                                  | 2020. február 28. | 1              | Németország      |
| 2025-ös világbajnokság győztese          | 2025. február 2.  | 1              | Dánia            |
| 2026-os Európa-bajnokság                 |                   | 4              |                  |
| 2026-os Afrika-bajnokság                 |                   | 6              |                  |
| 2026-os Ázsia-bajnokság                  |                   | 4              |                  |
| 2026-os Dél- és Közép-Amerikai bajnokság |                   | 4              |                  |
| 2026-os Nor.Ca-bajnokság                 |                   | 1              |                  |
| 2027-es európai selejtező                |                   | 9              |                  |
| Szabadkártya                             | 2018. október 18. | 1 vagy 2[1][2] | Egyesült Államok |

Jegyzetek
- ↑ 1:  A 2028. évi nyári olimpiai játékokkal kapcsolatban az IHF szabadkártyát adott az Egyesült Államoknak a 2025-ös és 2027-es világbajnokságokra.[4][5]
- ↑ 2:  2. Ha az óceániai országok (Ausztrália és Új-Zéland) az Ázsia-bajnokságon az első öt között végeznek, akkor kijutnak a világbajnokságra, más esetben a kvóta szabadkártyává válik.

## Résztvevők
| Nemzet           | Részvételi jog | Kvalifikáció dátuma | Előző szereplések |
| ---------------- | -------------- | ------------------- | ----------------- |
| Németország      | Rendező        | 2020. február 28.   | 26                |
| Egyesült Államok | Szabadkártya   | 2018. október 18.   | 7                 |